# Leslie Hendrix
Leslie Hendrix (San Francisco, 5 juni 1960) is een Amerikaanse actrice.

## Biografie
Hendrix begon met acteren in het theater, zij maakte in 1992 haar debuut op Broadway in het toneelstuk A Streetcar Named Desire als Blanche Du Bois. Hierna heeft zij nog enkele rollen meer gespeeld op Broadway.
Hendrix begon in 1998 met acteren voor televisie met de film Went to Coney Island on a Mission from God... Be Back by Five. Hierna heeft zij nog meerdere rollen gespeeld in films en televisieseries. Zij is vooral bekend in haar rol als de patholoog dr. Elizabeth Rodgers in de Law & Order series zoals Law & Order (1992-2010 – 142 afl.), Law & Order: Special Victims Unit (1999-2000 – 9 afl.) en Law & Order: Criminal Intent (2001-2011 – 110 afl.).
Hendrix heeft een zoon.

## Filmografie

### Films
Uitgezonderd korte films.
- 2020 A Murder to Remember - als chief Watkins
- 2020 Sleeping with Danger - als Heather Bridges
- 2020 About a Teacher - als mrs. Murry
- 2011 Arthur – als Alice Johnson
- 2010 Not Interested – als mrs. Samuels
- 2009 Made for Each Other – als mrs. Jacobs
- 2002 Sweet Home Alabama – als verslaggeefster
- 1998 Exiled – als dr. Elizabeth Rodgers
- 1998 Went to Coney Island on a Mission from God... Be Back by Five – als de behaarde vrouw

### Televisieseries
Uitgezonderd eenmalige gastrollen.
- 2016 - 2017 Gotham - als Kathryn - 11 afl.
- 2001 – 2011 Law & Order: Criminal Intent – als dr. Elizabeth Rodgers – 110 afl.
- 2009 – 2010 The Good Wife – als Virginia Sun – 2 afl.
- 1992 – 2010 Law & Order – als dr. Elizabeth Rodgers – 142 afl.
- 1997 – 2004 All My Children – als rechter Hannah Lampert – 5 afl.
- 1999 – 2000 Law & Order: Special Victims Unit – als dr. Elizabeth Rodgers – 9 afl.

## Theaterwerk opBroadway
- 2015 Airline Highway - als Tanya (understudy)
- 2002 – 2003 Hollywood Arms – als Dixie
- 2000 – 2001 The Music Man – als Eulalie Mackecknie
- 1995 Indiscretions – als Yvonne
- 1992 A Streetcar Named Desire – als Blanche Du Bois

- Library of Congress Control Number: no2019049239
- Virtual International Authority File: 7431155566468713380006
- WorldCat: E39PBJvhw4dRXGKmMWgrDxHBfq